# 吕大森
吕大森（1881年—1930年11月）字槐庭，号怀天，土家族，湖北建始猫几坪人。中国民主革命家。

## 生平
1897年，吕大森中秀才。同年，入湖北武备学堂。1903年拒俄运动爆发，同年5月13日，武昌各学校的学生在曾公祠集会，吕大森发表演说，揭露俄国野心，并斥责清廷。不久，他参加花园山聚会，同朱和中等人组织乐群印刷社，翻印了《猛回头》、《警世钟》等宣传反清革命的图书。
1904年7月，吕大森和宋教仁、胡瑛等人在湖北武昌创建科学补习所，吕大森任所长。不久，他应黄兴邀请，同胡瑛一起到湖南长沙策划响应华兴会组织的长沙起义，决定吕大森任蜀省及施南分部总理。此后，吕大森同康建唐返回施南联络会党。长沙起义失败，科学补习所遭到清政府查封，吕大森也遭到通缉，潜逃入深山。事态平静后，他联络刘静庵在施南成立天锡会，作为日知会的联络机关，但旋即被清政府侦得，该会不得不停止活动。吕大森返回建始县城，联络季廷辉、孟美武、熊华廷、朱纯武等士绅，企图组织武装举行起义。事泄，季廷辉等四人被清政府处决，吕大森率领武装在梭步垭同追兵战斗，失败后逃到宣恩。
1911年武昌起义爆发后，他和共进会会员向炳琨联名向施南清军管带李汝魁致信，劝其起义，李汝魁没有回应。吕大森遂面见李汝魁，经过吕大森说服，李汝魁在1911年10月28日宣布反正，恩施县、建始县、利川县、咸丰县、宣恩县、来凤县、鹤峰县七县响应。不久，李汝魁被宣防营管带朱扬武（原名陈金瑞）刺死，革命党人康秉钧被杀，吕大森被迫逃到武昌，不久到烟台投靠山东都督胡瑛，负责协理军务。1912年，胡瑛去职后，吕大森迁居上海。1913年二次革命时，他在上海参加讨袁，被江苏都督程德全逮捕入狱。1916年袁世凯去世后，吕大森方获释。
1920年，吕大森在建始县被靖国军以“通北”的嫌疑逮捕入狱，不久获得保释回家守服。1922年，他因在武汉参加驱逐湖北督军王占元而被捕入狱，关在武昌。王占元去职后，吕大森方获释。
1927年，他去安庆养病时，曾写下《放歌行》一诗。1930年，他到杭州投靠出任浙江省主席的张难先，希望求得职务。但张难先一时没有给他安排职务，他整日在旅社，十分不满，曾给张难先写下一首七律：
沧海洪流久共经，廿年旧朋半凋零。欺人未老头先白，怜我为君眼独青。路太崎岖难着足，交深尔汝竟忘形。几回欲唱南山矸，不遇知音孰肯听。
有一天，他应邀赴张难先举办的宴会，在宴席上用头撞碎门窗玻璃，满脸是血，以致病发。
1930年11月，他在杭州病逝。张难先为他办理了丧事，将他安葬在西湖宝俶塔。